# Третий дивизион Королевской испанской футбольной федерации
Третий дивизион Королевской испанской футбольной федерации (исп. Tercera División RFEF; с июля 2022 года — Tercera Federación), также известный как Третий дивизион RFEF — образованный в 2021 году пятый по значимости дивизион в системе футбольных лиг Испании после Примеры, Сегунды, Первого дивизиона RFEF и Второго дивизиона RFEF.
Ранее существовал основанный в 1929 году дивизион Терсера  (исп. Tercera División), в 1977—2021 годах являлся четвёртым по уровню дивизионом, в 1929—1977 годах — третьим

## Список групп
Группа 1 — Галисия
Группа 2 — Астурия
Группа 3 — Кантабрия
Группа 4 — Страна Басков
Группа 5 — Каталония
Группа 6 — Валенсия
Группа 7 — Мадрид
Группа 8 — Кастилия и Леон
Группа 9 — Восточная Андалусия и Мелилья
Группа 10 — Западная Андалусия и Сеута
Группа 11 — Балеарские острова
Группа 12 — Канарские острова
Группа 13 — Мурсия
Группа 14 — Эстремадура
Группа 15 — Наварра
Группа 16 — Риоха
Группа 17 — Арагон
Группа 18 — Кастилия-Ла-Манча